# Logisticus villiersi
Logisticus villiersi är en skalbaggsart som beskrevs av Antonio Vives 2004. Logisticus villiersi ingår i släktet Logisticus och familjen långhorningar.
Artens utbredningsområde är Madagaskar. Inga underarter finns listade i Catalogue of Life.